# Natalia Tena
Natalia Gastiain Tena (født 1. november 1984) er en britisk skuespiller og musiker. Hun synger og spiller på harmonika i bandet Molotov Jukebox.
Tena havde debut som Ellie i filmen About a Boy i 2002. Hun var med i filmversionen af Harry Potter og Fønixordenen som Nymphadora Tonks, en rolle hun genoptog i efterfølgeren Harry Potter og Halvblodsprinsen. Hun har også spillet Osha i HBO-serien Game of Thrones.
Hendes forældre er fra Spanien og selv taler Tena flydende spansk.

## Filmografi

### Film
- About a Boy (2002)
- The Fine Art of Love (2005)
- Mrs Henderson Presents (2005)
- Harry Potter og Fønixordenen (2007)
- Lecture 21 (2008)
- Harry Potter og Halvblodsprinsen (2009)
- Harry Potter og Dødsregalierne - del 1 (2010)
- Harry Potter og Dødsregalierne - del 2 (2011)

### Tv-serier
- Doctors (2005)
- Afterlife (2006)
- Game of Thrones (2011–2013; 2016)